# Tarrocanus
Tarrocanus Simon, 1895 è un genere di ragni appartenente alla famiglia Thomisidae.

## Distribuzione
Le due specie note di questo genere sono state rinvenute in Sri Lanka e Pakistan

## Tassonomia
Non sono stati esaminati esemplari di questo genere dal 1935.
A gennaio 2015, si compone di due specie:
- Tarrocanus capra Simon, 1895[2] — Sri Lanka
- Tarrocanus viridis Dyal, 1935 — Pakistan